# Pseudopancovia
Pseudopancovia é um género botânico pertencente à família Sapindaceae.

## Espécies
1. ↑  «Pseudopancovia — World Flora Online». www.worldfloraonline.org. Consultado em 19 de agosto de 2020